# بينالي غوانجو

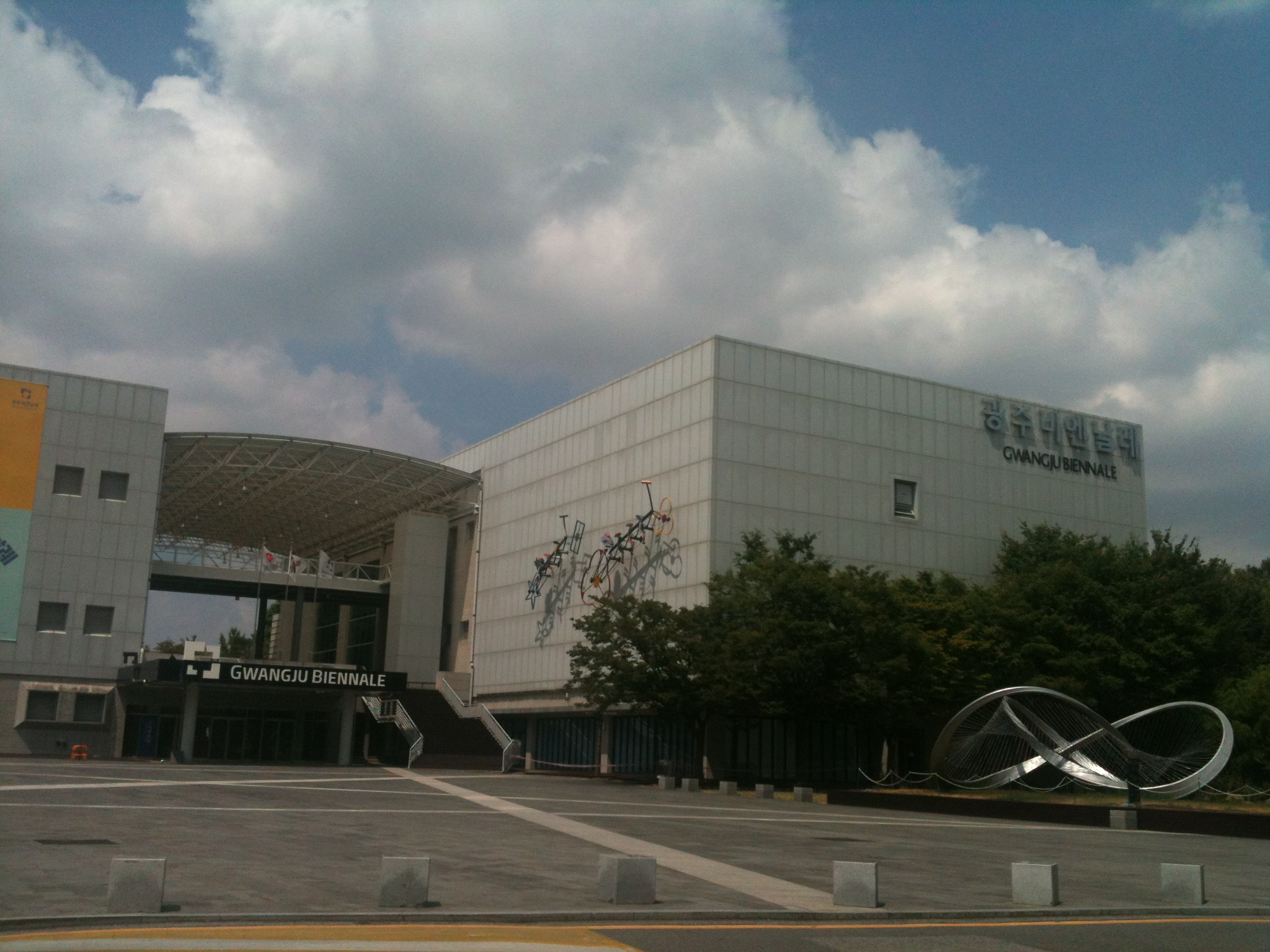
معرض بينالي غوانجو

بينالي غوانغجو هو احتفال بينالي يحتفي بالفن المعاصر بينالي تأسس في سبتمبر 1995 في غوانغجو، في مقاطعة جولا الجنوبية، كوريا الجنوبية. تستضيف مؤسسة بينالي غوانجو ومدينة غوانجو احتفال بينالي غوانجو. كما تستضيف مؤسسة بينالي غوانجو كذلك بينالي غوانجو للتصميم، الذي تأسس في عام 2004.

## التاريخ
- ما وراء الحدود: بينالي غوانجو الأول - من 20 سبتمبر إلى 20 نوفمبر 1995
- سبر أغوار الأرض: بينالي غوانجو الثاني - 1 سبتمبر إلى 27 نوفمبر 1997
- الإنسان والفضاء: بينالي غوانجو الثالث - من 29 مارس إلى 7 يونيو 2000
- P_A_U_S_E: بينالي غوانجو الرابع - 29 مارس - 29 يونيو 2002
- حبة من الغبار وقطرة ماء: بينالي جوانججو الخامس - من 10 سبتمبر إلى 11 نوفمبر 2004
- تفاوتات الحمى: بينالي غوانجو السادس - من 8 سبتمبر إلى 11 نوفمبر 2006
- على الطريق / أوراق الموقف / الإضافات: بينالي غوانجو السابع - من 5 سبتمبر إلى 9 نوفمبر 2008
- 10000 شخص: بينالي غوانجو الثامن - من 3 سبتمبر إلى 7 نوفمبر 2010
- الطاولة المستديرة: بينالي غوانجو التاسع - من 7 سبتمبر إلى 11 نوفمبر 2012
- حرق المنزل عن بكرة أبيه: بينالي غوانجو العاشر - من 5 سبتمبر إلى 9 نوفمبر 2014
- المناخ الثامن (ماذا يفعل الفن؟): بينالي غوانجو الحادي عشر - من 2 سبتمبر إلى 6 نوفمبر 2016

## روابط خارجية
- بينالي غوانجو، الموقع الإلكتروني